# ピエール・ルヌーヴァン
ピエール・ルヌーヴァン（Pierre Ronouvin, 1893年1月9日−1974年12月7日）は、フランスの歴史家。国際関係史を専門とした。

## 略歴

### 第一次世界大戦と修養時代
ピエール・ルヌーヴァンは1893年にパリに生まれた。リセ・ルイ＝ル＝グランで学んだ後、法学士取得を目指すが、歴史学の研究に転じ、1912年に歴史学と地理学でアグレガシオンに合格する。高等教育課程免状（diplôme d'études supérieures）取得時の指導教官はフランス革命史の碩学アルフォンス・オラールである。
第一次世界大戦への参戦はルヌーヴァンの人生に破壊をもたらした。ニヴェル攻勢でのシェマン・ド・ダームでの戦闘で片腕を失ったのだ。こうした経験を経て、リセ・オルレアンで教鞭をとりつつ、州議会（assemblées provinciales）に関する博士論文を準備していた。しかし、この研究計画は、当時の国民教育大臣アンドレ・オノラがヌルーヴァンに大戦の起源についての大規模な調査を求めたため、変更された。
政府の研究要請は客観中立なものではなかった。賠償をめぐって激しい論争が交わされ、ドイツは開戦の単独責任を否定するために躍起になっていた。政府はルヌーヴァンに研究資金を与え、ドイツの戦争責任を証明させようとしたが、彼の研究の結論は、政府の影響力を免れていた。

### 研究活動
こうしてルヌーヴァンは第一次大戦研究を専門に研究した。大戦中、2人の産業資本家アンリ・ルブランとルイーズ・シャルリエは様々な国々に関する小冊子や図像、文書を収集していた。この資料によって誕生したのがヴァンセンヌの現代国際文書館（bibliothèque de documentation internationale contemporaine）である。ルヌーヴァンは1920年代に本館の学芸員に任じられた。
ソルボンヌ大学の国際関係史講座教授を務めたほか、1946年にはフランス学士院倫理・政治学アカデミー (Académie des sciences morales et politiques) 会員、1959〜71年には国立政治学財団 (Fondation Nationale des Sciences Politiques) 会長を歴任。ルヌーヴァンの人格と著作は、特にジャン＝バプティスト・デュロゼルやニコラ・オッフェンスタートといった数世代もの歴史家たちに大きな影響を与え、それはフランスの歴史家だけにとどまらなかった。ルヌーヴァンの高名な生徒・弟子の一人がギリシャの歴史家ディミトリー・キツィキスである。

## 国際関係史研究への貢献
この時代にルヌーヴァンは、外交史料だけでは不十分であるということを認め、「外交行為だけでなく、根底にある諸力を追究せねばならない」と述べている。
ルヌーヴァンはその後、国際的な大事件を理解すべく研究を進め、伝統的な外交史とは異なる国際関係史を追求、その体現者となる。アナール学派の影響を受けたルヌーヴァンは事件の分析で「深層諸力（forces profondes）」を重視した。
第二次世界大戦後、フランスの出版社アシェット・コレクシオンはルヌーヴァンに中世以降の国際関係史について著作を求め、2巻本が執筆された。この重要な入門書の中で、外交史の地平は極めて限られたものであり、「深層諸力」の追究が必要であると述べている。ルヌーヴァンは、彼の跡を継ぐことになる弟子デュロゼルと出会い、彼との共著で『国際関係史入門Introduction à l'histoire des relations internationales』といった著作を発表した。本書はルヌーヴァンの著した「深層諸力Les forces profondesとデュロゼルの著した「政治家L’homme d’État」の2部構成である。
ルヌーヴァンは深層で働く複数の力を経済力、地理力、人口力、あるいは国民感情と称する。彼は経済の重要性をマルクス主義から引き離して考える。だが、経済が分裂することがあり得れば、同様に統合することもあり得ると論じている。したがって、様々に異なる形態のナショナリズムが存在するのと同様、第一次大戦勃発を説明する単一の原因は存在しないのである。

## 著書
- La Crise européenne et la Première Guerre mondiale, Paris, Presses universitaires de France, coll. « Peuples et civilisations » (n° XIX), 1962, 4e éd. (1re éd. 1934), 779p.
- Histoire des relations internationales, 4 tomes, Hachette, réed. 1994 (1954)
- Introduction à l'histoire des relations internationales, en collaboration avec Jean-Baptiste Duroselle, Armand Colin, réed. 1991 (1964), 536 p.
- La question d'extrême-orient 1840-1940, Librairie Hachette, 1946, 435 pages, ASIN: B00178EUIM
- L'Armistice de Rethondes, 11 novembre 1918, Gallimard, Collection : Trente Journées qui ont fait la France, 1968, réed. 2006, 555 p. 
  - 『ドイツ軍敗れたり』西海太郎編訳（ドキュメンタリー・フランス史）白水社, 1987.6
- La Première Guerre mondiale, Paris, Presses universitaires de France, coll. « Que sais-je ? » (no 236), réed. 1998, 127 p.
- Léon Blum, chef de gouvernement, en collaboration avec René Rémond, Presses de la Fondation nationale des sciences politiques, 1967, réed., coll. « Références », 1981